# Rabat (Málta)
Rabat Málta legnagyobb területű helyi tanácsa a nagy sziget nyugati részén. A város a Dingli-plató peremén áll. Lakossága 11 462 fő. Neve arab eredetű, elővárost jelent, ugyanis Mdina külterületeként jött létre. Külterületei Tal-Virtù, Għajn Qajjet, és ide tartoznak Baħrija község, Kunċizzjoni, Landrijiet, Tas-Salib, Nadur és Mtaħleb is.

## Története

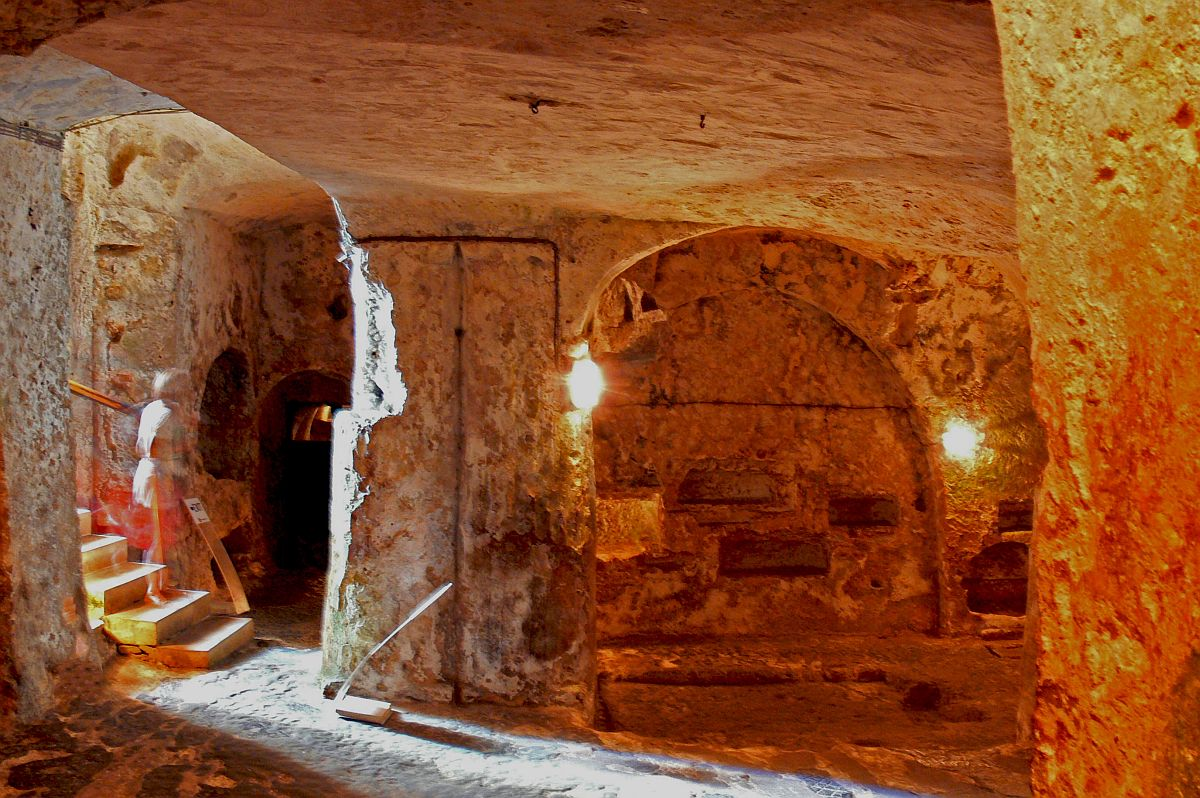
A Szent Pál-katakomba

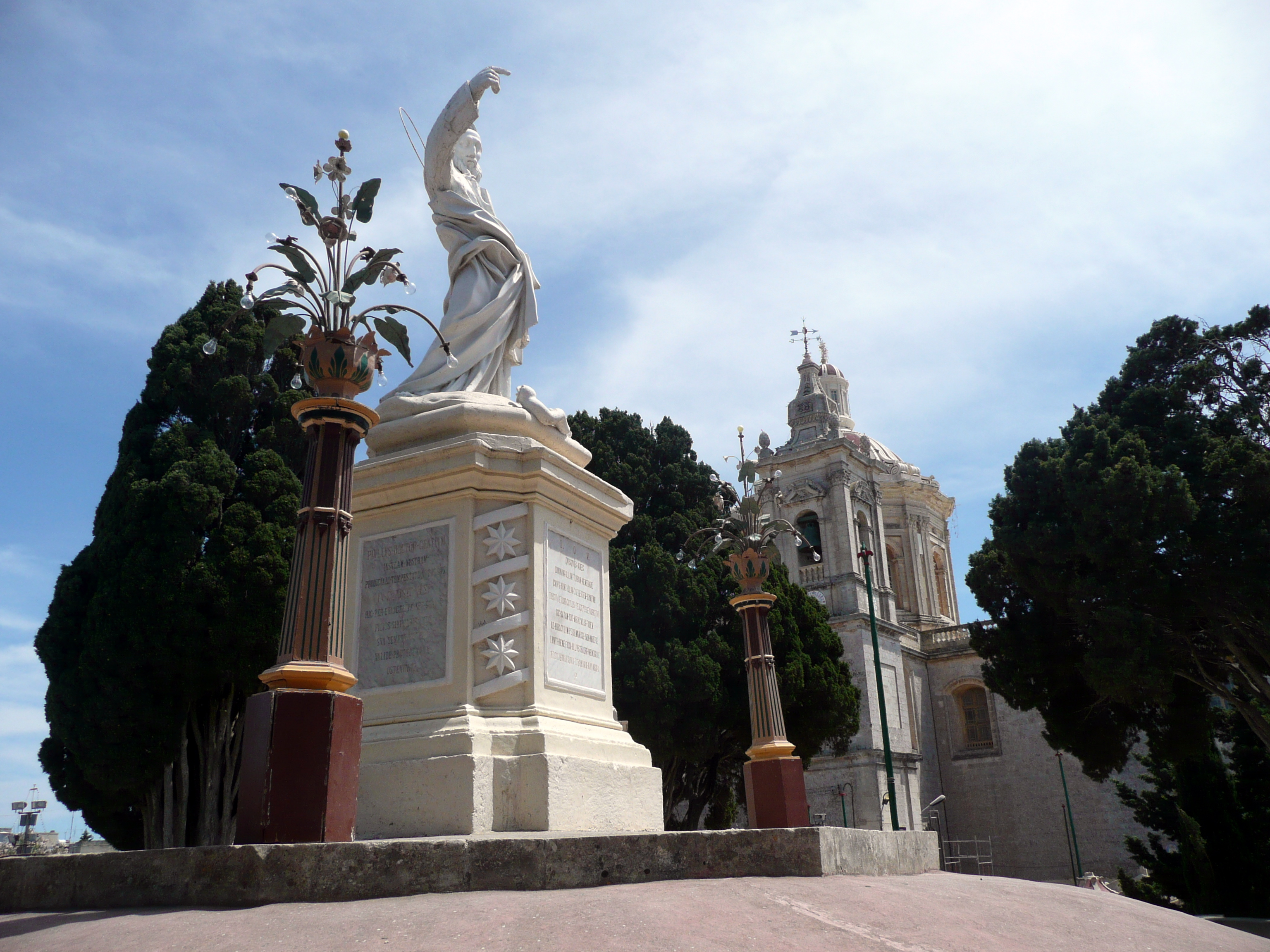
Szent Pál szobra

Korai története egybeforrt Mdináéval, hiszen Rabat fele is Malet (később Melita) városához tartozott. Erről az időről tanúskodnak a föníciai és római sírok, valamint a Szent Pál- és Szent Ágota-katakombák. Ezek I. Constantinus császár Milánói ediktumáig az őskeresztények gyülekezőhelyei is voltak. A Fátimida megszállás idején Málta városának területét lecsökkentették mai méretére, de hamarosan a falak előtt is kis település jött létre. 1485-ben itt halt meg és itt van eltemetve Pietru Caxaro jegyző, a Cantilena szerzője.
A középkorban és a Jeruzsálemi Szent János Ispotályos Lovagrend uralma idején még Mdina árnyékában élt, a sziget lakóinak menedéke volt támadás idején. 1534-ben itt halt meg Philippe de Villiers de L’Isle-Adam nagymester. Brichelot és Bremond térképén (1718) csak mint Groto de S. Paul szerepel. Egy 1761-es jegyzék szerint 17 vidéki kápolna állt a település körül. Valódi fejlődése csak a brit uralom idején indult meg: megépült az első általános iskola, bevezették az orvosi ellátást, postát, közvilágítást, és Notabile állomáson keresztül vasúti összeköttetésben állt Vallettával is. A második világháború után - főleg az 1960-70-es években - lakossága ugrásszerűen nőtt 12 000 főig, ezért szükség volt egyes külterületek (Tal-Virtù, Għajn Qajjet) beépítésére is. 1994 óta Málta egyik helyi tanácsa. 2000-ben Mtarfa önálló helyi tanács lett.
Ma az apostoli nuncius székhelye. 2010. június 5-én két része, Baħrija és Tal-Virtù részlegesen önálló mini-tanácsot választottak. Tal-Virtù ötfős tanácsa 3 nemzeti párti és 2 munkáspárti képviselőből, Baħrijáé 4 munkáspárti és 1 nemzeti párti képviselőből áll.

## Baħrija
Falu Málta nyugati partja közelében, a sziget egyik legmagasabban fekvő területén. A környékbeliek ma is földműveléssel foglalkoznak. Közel 3000 lakosával nem számít kicsinek az országban. 2010. június 5-e óta ötfős mini-tanács irányítja a helyi ügyeket.
Két temploma közül ma csak az 1984-ben épült Szent Márton-templomot használják. Nevezetességei Szent Márton ünnepe (november 11.), az éves vásár (a festa utáni vasárnapon), tradicionális étele a nyúl.

## Önkormányzata
Rabatot kilenctagú helyi tanács irányítja. A jelenlegi, hetedik tanács 2013 márciusában lépett hivatalba, 5 munkáspárti és 4 nemzeti párti képviselőből áll.
Polgármesterei:
- Alfred Sharples (1994–2000)
- Rudolf Grima (2000–2003)
- Charles Azzopardi (2003–2006)
- Frank Fabri (2006–2009)
- Alexander Craus (Munkáspárt, 2009–)

## Ünnepei
- Szent Pál (január 25.)
- Szent József (július 1. vasárnapja)
- Corpus Christi (március 19.)
- Tours-i Szent Márton (Baħrija - november 11.)
- Szeplőtelen fogantatás (december 8.)

## Nevezetességei
- Keréknyomok[6]

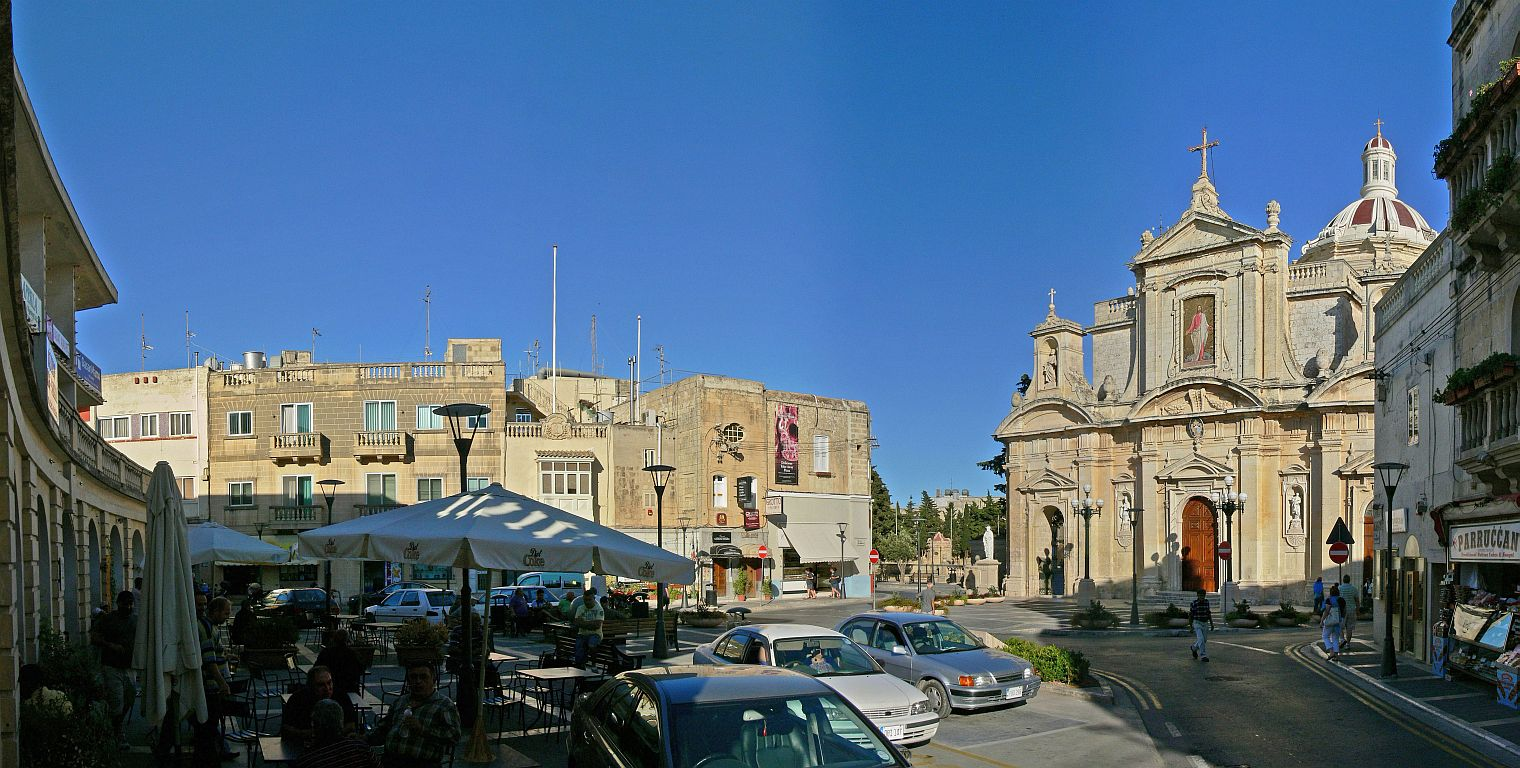
Rabat főtere

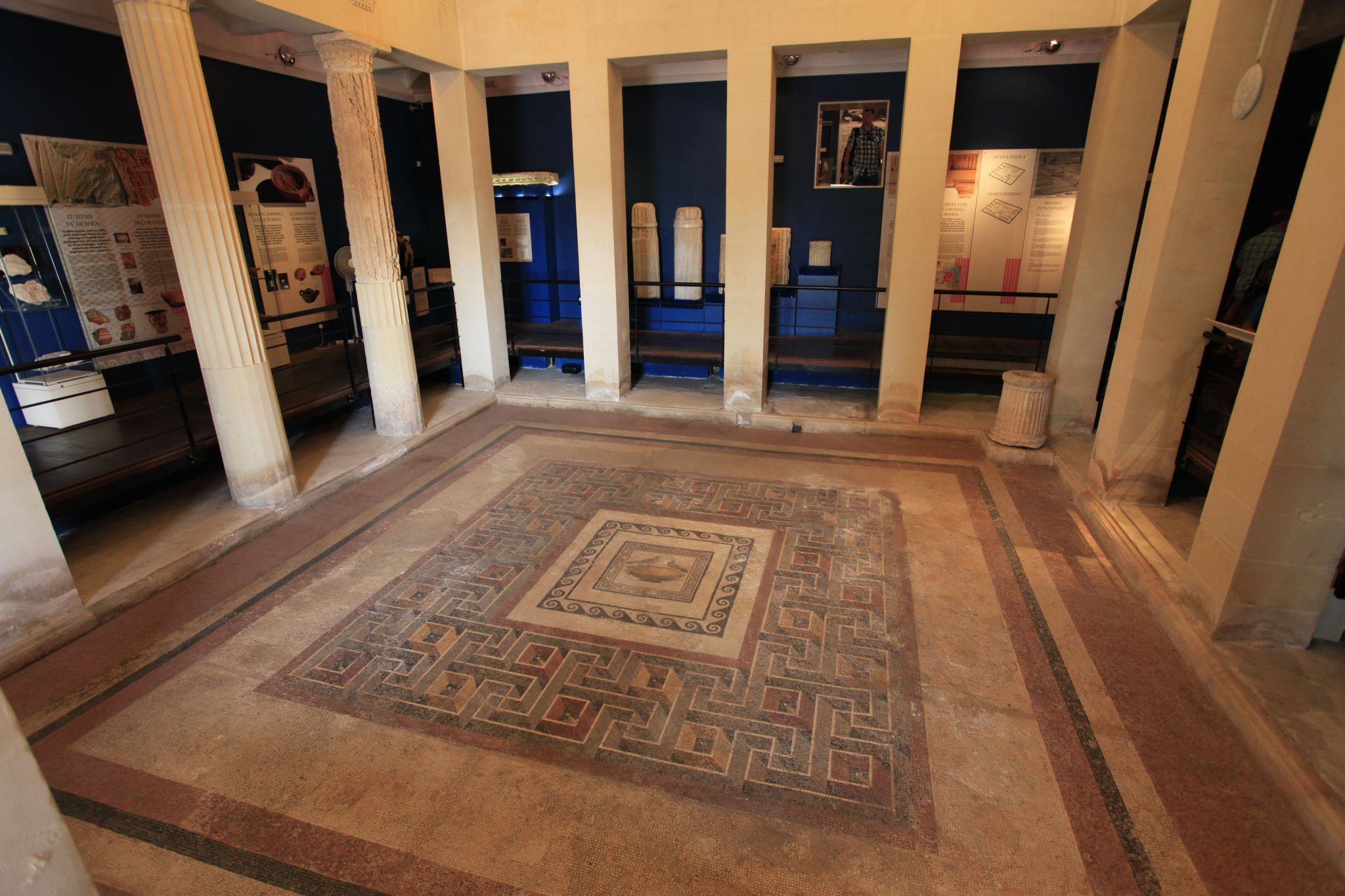
A Domus Romana (római lakóház) fő mozaikja

- Szent Pál-plébániatemplom[7] (San Pawl, St. Paul): Lorenzo Gafà tervei alapján épült
- Szent Pál-barlang
- Szent Pál-katakomba
- Szent Ágota-katakomba és múzeum[8]
- Victoria Lines
- Wignacourt Museum
- Casa Bernard[9]
- Miasszonyunk születése-kápolna (Nativity of Our Lady, Mtaħleb)[10]
- Santa Maria della Virtù földalatti kápolna a Wied l'Isqof oldalán

## Kultúra
Band clubjai:
- Banda Konti Ruġġieru[11]
- Għaqda Mużikali L’Isle Adam[12]

## Sport
Sportegyesületei:
- Kosárlabda: Depiro Basketball Club:[13] Mtarfával közösen
- Labdarúgás: Rabat Ajax Football Club[14]

## Közlekedése
Autóval bárhonnan jól megközelíthető.
Autóbuszjáratai (2011. július 3. után):
- 51 (Valletta-Mtarfa)
- 52 (Valletta-Dingli)
- 53 (Valletta-Rabat)
- 107 (Mosta-Dingli)
- 109 (Rabat-Għar Lapsi)
- 201 (Repülőtér-Baħrija)
- 202 (Sliema-Rabat)
- X3 (expressz, Repülőtér-Buġibba)
- N52 (éjszakai, San Ġiljan-Dingli)